# Museo del futuro
El Museo del Futuro (en árabe: متحف المستقبل) es un espacio de exposición de ideologías, servicios y productos innovadores y futuristas. Situado en el Distrito Financiero de Dubái, Emiratos Árabes Unidos, el Museo del Futuro tiene tres elementos principales: colina verde, edificio y vacío. Fundado por la Fundación Futuro de Dubái, El Gobierno de los Emiratos Árabes Unidos inauguró el museo el 22 de febrero de 2022. La elección de la fecha se hizo oficialmente porque el 22 de febrero de 2022 es una fecha palíndroma.
El objetivo de este museo es promover el desarrollo tecnológico y la innovación, especialmente en los campos de la robótica y la inteligencia artificial.

## El edificio
El edificio del Museo del Futuro ha sido calificado como una de las estructuras más complejas del mundo, fue diseñado por el estudio de arquitectura Killa Design y diseñado por Buro Happold.
La fachada exterior del edificio muestra un poema árabe del gobernante de Dubái sobre el futuro del emirato. Las palabras escritas en el Museo del Futuro de Dubái son 3 citas del jeque Mohammed bin Rashid Al Maktoum, vicepresidente y primer ministro de los Emiratos Árabes Unidos:
- No viviremos cientos de años, pero podemos crear algo que dure cientos de años.
- El futuro será para aquellos que sean capaces de imaginarlo, diseñarlo y construirlo, el futuro no espera, el futuro puede ser diseñado y construido hoy.
- El secreto de la renovación de la vida, del desarrollo de la civilización y del progreso de la humanidad está en una palabra: innovación.
La cita de caligrafía árabe grabada en el Museo del Futuro de Dubái está escrita por el artista emiratí Matar Bin Lahej.
Este armazón se asienta en la parte superior del edificio y está formado por 1.024 paneles compuestos ignífugos revestidos de acero inoxidable, y cada uno de ellos tiene una forma 3D única para crear la escritura árabe.
Killa Design y Buro Happold desarrollaron nuevas herramientas de diseño paramétrico y de modelado de información de construcción (BIM), incluido un algoritmo de crecimiento que emplea medios digitales para hacer crecer la estructura interna de acero. Danem Engineering Works fue uno de los contratistas de la estructura de acero para el proyecto.
El museo cuenta con siete plantas dedicadas a diferentes exposiciones. Tres plantas se centran en el desarrollo de los recursos del espacio exterior, los ecosistemas y la bioingeniería, y la salud y el bienestar. Las otras plantas muestran tecnologías del futuro cercano que abordan los retos en áreas como la salud, el agua, la alimentación, el transporte y la energía, mientras que la última planta está dedicada a los niños.